# Mensalão-schandaal

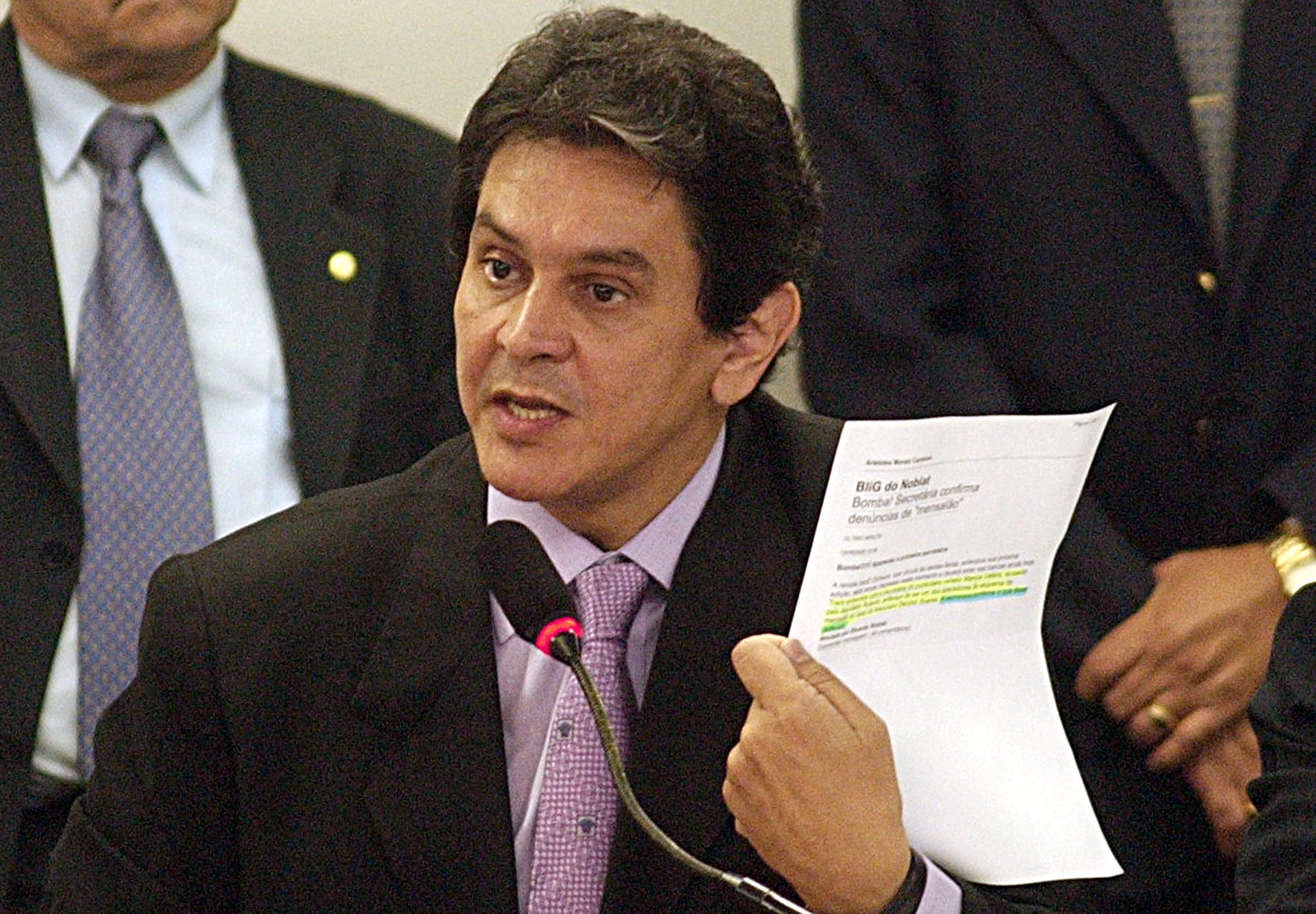
Roberto Jefferson was de klokkenluider van de corruptiezaak

Het mensalão-schandaal is een politieke smeergeldzaak waarin parlementaire stemmen werden gekocht door de meerderheidspartij in het Braziliaans Nationaal Congres. Het woord mensalão is een neologisme en betekent zoveel als 'ruime maandelijkse vergoeding'.

## Onthulling

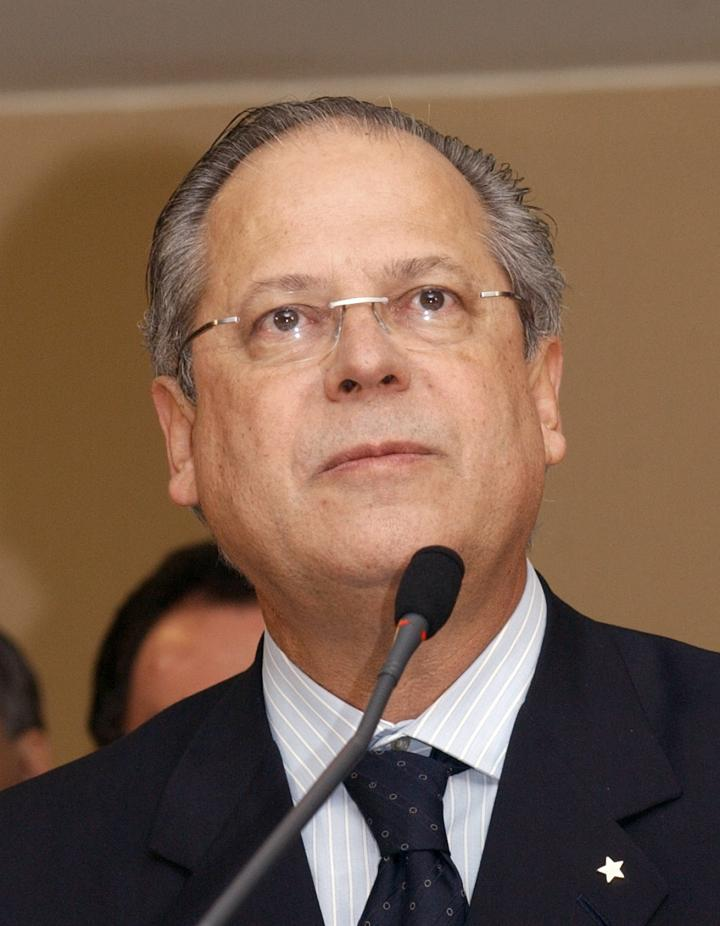
José Dirceu was de kabinetschef van de Braziliaanse regering toen het schandaal uitbrak. Hij verloor zijn functie toen Jefferson hem beschreef als de leider achter het complot om illegaal maandelijkse geldsommen aan de parlementsleden te geven.

Op 14 mei 2005 publiceerde het tijdschrift Veja een artikel met de inhoud van een video-opname waarin voormalig postbaas Maurício Marinho het omkoopschema van de post uitlegt aan Joel Santos Filho, die zich voordeed als directeur van een fictieve onderneming. Hij deed dit als een vriendendienst voor Arthur Wascheck Neto, een bedrijfsleider die ontevreden was met het proces van de uitbestedingen van de post. Maurício Marinho liep in de val en legde het corruptieschema van de post uit, terwijl hij gefilmd werd zonder het te weten. Hij legde uit dat het omkoopschema geleid werd door Antônio Osório Batista en door een manager van de post en afgevaardigde van het congres Roberto Jefferson. Jefferson, een lid van het Huis van Afgevaardigden voor de politieke partij PTB, kwam onder druk te staan en dacht dat hij in de val gelokt was door de partij PT. Op 6 juni 2005 'verklikte' hij de mensalão-praktijk in een interview met de krant Folha de S. Paulo. Hij verklaarde dat Delúbio Soares, de schatbewaarder van de PT, een maandelijks vergoeding uitkeerde van R$30.000 aan bepaalde afgevaardigden.

## Proces
Het proces van de 38 beschuldigden begon in augustus 2012. Het Braziliaans Hooggerechtshof stelde vast dat overheidsgelden misbruikt waren en veroordeelde in totaal 25 beschuldigden.
1. Valdemar Costa Neto (PR-SP), afgevaardigde, straf: 7 jaar en 10 maanden (halfopen regime) en een boete van R$ 1,08 miljoen, misdrijf: passieve corruptie (Onderscheid tussen actieve en passieve corruptie. Passief is de aangestelde die zich laat betalen om zijn macht of bevoegdheid foutief aan te wenden, actief is de burger of de klant die de steekpenning betaalt)[5] en witwassen
2. Pedro Henry (PP-MT), afgevaardigde, straf: 7 jaar en 2 maanden en een boete van R$ 932 duizend, misdrijf: passieve corruptie en witwassen
3. Roberto Jefferson (PTB-RJ), klokkenluider, straf: 7 jaar en 14 dagen en een boete van R$ 720,8 duizend, misdrijf: passieve corruptie en witwassen
4. Rogério Tolentino, advocaat, straf: 6 jaar en 2 maanden en een boete van R$ 494 duizend, misdrijf: actieve corruptie (3 jaar) en witwassen (3 jaar en 2 maanden)
5. Pedro Corrêa, oud-afgevaardigde voor de PP, straf: 7 jaar en 2 maanden en een boete van R$ 1,13 miljoen, misdrijf: passieve corruptie en witwassen
6. Bispo Rodrigues, oud-afgevaardigde voor de PL, momenteel PR, straf: 6 jaar en 3 maanden (halfopen regime) en een boete van R$ 696 duizend, misdrijf: passieve corruptie (3 jaar) en witwassen (3 jaar en 3 maanden).
7. Vinicius Samarane, straf: 8 jaar, 9 maanden en 10 dagen (gesloten regime) en een boete van R$ 598 duizend, misdrijf: witwassen (5 jaar, 3 maanden en 10 dagen) en fraude (3 jaar en 6 maanden).
8. Emerson Palmieri, voormalige schatbewaarder van de PTB, straf: beperking van de burgerrechten en een boete van R$ 247 duizend, misdrijf: witwassen
9. Enivaldo Quadrado, voormalige eigenaar van het wisselagentschap Bônus-Banval, straf: beperking van de burgerrechten en een boete van R$ 28,6 duizend, misdrijf: witwassen
10. José Borba, oud-afgevaardigde voor de PMDB, straf: beperking van de burgerrechten en een boete van R$ 360 duizend, misdrijf: passieve corruptie
11. João Paulo Cunha, oud-voorzitter van het Huis van Afgevaardigden, straf: 9 jaar en 4 maanden, misdrijf: passieve corruptie, witwassen
12. João Cláudio Genu, oud-afgevaardigde voor de PP, straf: 4 jaar, misdrijf: passieve corruptie (1 jaar en 6 maanden) en witwassen (4 jaar)
13. Breno Fischberg, straf: 3 jaar en 6 maanden, misdrijf: witwassen
14. José Dirceu, oud-minister, voormalige stafchef van de regering, straf: 10 jaar en 10 maanden, misdrijf: criminele organisatie (2 jaar en 11 maanden) en actieve corruptie (7 jaar en 11 maanden)
15. José Genoino, afgevaardigde (PT-SP), straf: 6 jaar en 11 maanden, misdrijf: criminele organisatie (2 jaar en 3 maanden) en actieve corruptie (4 jaar en 8 maanden)
16. Delúbio Soares, voormalige schatbewaarder van de PT, straf: 8 jaar en 11 maanden, misdrijf: criminele organisatie (2 jaar en 3 maanden) en actieve corruptie (6 jaar en 8 maanden)
17. Simone Vasconcelos, ex-funcionária de Marcos Valério, straf: 12 jaar, 7 maanden en 20 dagen, misdrijf: criminele organisatie (1 jaar en 8 maanden), actieve corruptie (4 jaar en 2 maanden), witwassen (5 jaar) en geldsmokkel (evasão de divisa) (3 jaar, 5 maanden en 20 dagen)
18. Romeu Queiroz, oud-afgevaardigde pelo PTB, straf: 6 jaar en 6 maanden, misdrijf: passieve corruptie (2 jaar en 6 maanden) en witwassen (4 jaar)
19. Jacinto Lamas, voormalige schatbewaarder do extinto PL (atual PR), straf: 5 jaar, misdrijf: passieve corruptie (1 ano en 3 maanden) en witwassen (5 jaar)
20. Marcos Valério, uitvoerder van de smeergeldoperatie, straf: 40 jaar, 4 maanden en 6 dagen, misdrijf: criminele organisatie (2 jaar en 11 maanden), actieve corruptie (15 jaar, 1 mês en 10 dagen), ambtsmisdrijf (10 jaar, 3 maanden en 6 dagen), witwassen (6 jaar, 2 maanden en 20 dagen) en geldsmokkel (5 jaar en 10 maanden)
21. José Roberto Salgado, oud-manager van de Banco Rural, straf: 16 jaar en 8 maanden, misdrijf: criminele organisatie (2 jaar en 3 maanden), witwassen (5 jaar en 10 maanden), fraude (4 jaar) en geldsmokkel (4 jaar en 7 maanden)
22. Kátia Rabello, oud-directeur van de Banco Rural, straf: 16 jaar en 8 maanden, misdrijf: criminele organisatie (2 jaar en 3 maanden), witwassen (5 jaar en 10 maanden), fraude (4 jaar) en geldverduistering (4 jaar en 7 maanden)
23. Cristiano Paz, ex-partner van Marcos Valério, straf: 25 jaar, 11 maanden en 20 dagen, misdrijf: criminele organisatie (2 jaar en 3 maanden), actieve corruptie (11 jaar), ambtsmisdrijf (6 jaar, 10 maanden en 20 dagen) en witwassen (5 jaar en 10 maanden)
24. Ramon Hollerbach, ex-partner van Marcos Valério, straf: 29 jaar, 7 maanden en 20 dagen, misdrijf: criminele organisatie (2 jaar en 3 maanden), actieve corruptie (11 jaar), ambtsmisdrijf (6 jaar, 10 maanden en 20 dagen), witwassen (5 jaar en 10 maanden) en geldsmokkel (3 jaar en 8 maanden)
25. Henrique Pizzolato, oud-directeur van de Banco do Brasil, straf: 12 jaar en 7 maanden, misdrijf: passieve corruptie (3 jaar en 9 maanden), ambtsmisdrijf (5 jaar en 10 maanden) en witwassen van geld (3 jaar)

## Hoofdfiguren in het schandaal

### Arbeiderspartij
1. José Dirceu, kabinetschef van Lula, beschuldigd door Jefferson als leider van het corruptieschema
2. José Genoíno, voorzitter van de PT, verdacht in verband met zijn broer José Nobre Guimarães, van wie een politiek raadgever was betrapt door de luchthaven controle met geldbiljetten in zijn onderbroek.
3. Delúbio Soares, schatbewaarder van de PT
4. Luiz Inácio Lula da Silva, ex-president van Brazilië. Lula was niet beschuldigd in de zaak. Hij zal een verklaring geven na volledige afloop van het proces[6]
5. Marcelo Sereno, Nationale partijleider van de PT
6. Silvio Pereira, Nationale partijleider van de PT
7. João Paulo Cunha (PT-São Paulo) - Voorzitter van het Huis van Afgevaardigden
8. Paulo Rocha (PT-Pará) - Ex-leider van de PT in het Huis van Afgevaardigden
9. Professor Luizinho (PT-São Paulo) - Ex-leider van de regering in het Huis van Afgevaardigden. Hij had een raadgever die R$ 20,000 had gekregen van Marcos Valério.
10. José Mentor (PT-São Paulo) - Zijn kantoor kreeg geld van een rekening bij de Banco Rural van Marcos Valério
11. José Nobre Guimarães (PT-Ceará) - Broer van PT-voorzitter José Genoíno. Zijn raadgever was betrapt met US$ 100,000.00 in zijn onderbroek en R$ 200,000.00 in een valies toen hij luchthaven controle passeerde. Guimarães was ook beschuldigd om R$ 250,000.00 ontvangen te hebben van Marcos Valério.
12. José Adalberto Vieira da Silva (PT-Ceará) Raadgever van José Nobre Guimarães, betrapt met geld in onderbroek.
13. Josias Gomes (PT-Bahia) - Verdacht om R$ 100,000 van de rekening van Marcos Valério gehaald te hebben.
14. Luiz Gushiken, Overleden, ex-afgevaardigde

### Coalitie
Dit zijn leden van andere partijen die in coalitie waren met de areiderspartij PT: PTB, PP, PL en de PMDB.
1. Roberto Jefferson (PTB-Rio de Janeiro) - Klokkenluider, Afgevaardigde. Beschuldigd van het beheer van omkoopschema met overheidsbedrijven en de Post. Hij is ook beschuldigd van miljoenen dollars ontvangen te hebben van Marcos Valério om de PTB te helpen zonder dit aan te geven aan de electorale controle.
2. José Carlos Martinez (PTB-Paraná) - Overleden. Was een afgevaardigde, beschuldigd van R$ 1,000,000.00 ontvangen te hebben.
3. José Janene (PP-Paraná) - Beschuldigd van verdeling van de Mensalão aan de parlementaire groep van de PP.
4. Pedro Corrêa (PP-Pernambuco) - President van de PP, beschuldigd door Jefferson.
5. Pedro Henry (PP-Mato Grosso) - Ex-leider van het Huis van Afgevaardigden, betrokken in de getuigenis van João Cláudio Genu.
6. José Borba (PMDB-Paraná) - Ex-leider van de PMDB in het Huis van Afgevaardigden. Beschuldigd van het ontvangen van R$ 2.1 miljoen van het bedrijf van Valério SMPB.
7. Valdemar Costa Neto (PL-São Paulo) - Beschuldigd van het verdelen van de Mensalão aan de leden van de PL.
8. Carlos Rodrigues (PL-Rio de Janeiro) - Coördineerde de groep van Igreja Universal do Reino de Deus in het Huis van Afgevaardigden. Beschuldigd van het ontvangen van R$ 150,000.
9. Anderson Adauto (PL-Minas Gerais) - Ex-Minister van Transport, beschuldigd van het ontvangen van 1 miljoen real van Marcus Valério.

### Anderen
1. Marcos Valério - Zakenman. Beschuldigd als uitvoerder van de "mensalão", leidde verschillende media- en advertentiebedrijven, wiens bankrekeningen gebruikt werden om de maandelijkse stortingen over te maken aan de leden van de arbeiderspartij en de andere coalitiepartijen.
2. Duda Mendonça - Campagnespecialist; leidde de presidentiële campagne van Lula. Duda bekende dat hij geld (R$ 10,5 miljoen) gekregen had - gedeeltelijk voor het campagne werk voor Lula - van de PT op een geheime rekening in de Bahamas.[7]
3. Fernanda Karina Somaggio - Secretaresse van Marcos Valério. Zij bevestigde de connectie van Valério met Delúbio Soares en met andere betrokken afgevaardigden.
4. Renilda Soares - De vrouw van Valério. Zij beschuldigde José Dirceu van kennis van de omkoopzaak.
5. Toninho da Barcelona - Een wisselkoers specialist die beweerde dat hij verschillende transacties regelde voor de PT en voor andere partijen. Hij beweerde dat de PT een geheime buitenlandse rekening had.
6. Rogério Buratti - raadgever van Antonio Palocci.
7. Sérgio Gomes da Silva, "the Shadow" - zakenman en voormalig lijfwacht van de burgemeester van Santo André Celso Daniel. Hij is beschuldigd van het bevelen van de dood van de burgemeester.
8. Maria Christina Mendes Caldeira - voormalige echtgenote van afgevaardigde Valdemar Costa Neto. Zij beschuldigde Valdemar van mensalão ontvangen te hebben.

## Betrokken organisaties

### Brazilië

#### Overheidsbedrijven
Jefferson beweerde dat het geld afkomstig was van verschillende overheidsbedrijven

#### Privébedrijven
- Guaranhuns (front company)
- DNA (bedrijf van Marcos Valério)
- SMP&B (bedrijf van Marcos Valério, Cristiano Paz en Ramon Cardoso)

#### Financiële instellingen
- Banco Rural: gebruikt door Marcos Valério
- Banco do Brasil: gebruikt door Marcos Valério

### Portugal
- Portugal Telecom
- TAP Portugal
- Banco Espírito Santo
- Somague

### Uruguay
- Esfort Trading